# Hedysarum omissum
Hedysarum omissum är en ärtväxtart som beskrevs av Korotkova och S.S. Kovalevskaja. Hedysarum omissum ingår i släktet buskväpplingar, och familjen ärtväxter. Inga underarter finns listade i Catalogue of Life.